# JUKI
JUKI K.K. (jap. JUKI株式会社, JUKI Kabushiki kaisha, engl. JUKI Corporation) ist ein japanischer Hersteller von Maschinen und Geräten mit Sitz in Tama (Tokio).

## Geschichte
Gegründet wurde JUKI im Dezember 1938 als Tōkyō Jūki Seizō Kōgyō Kumiai (東京重機製造工業組合, dt. „Produktionsgenossenschaft für Schwermaschinen Tokio“) und stellte zunächst Ordonnanzwaffen und Gewehre für die Kaiserlich Japanische Armee im Zweiten Weltkrieg her. September 1943 erfolgte die Umfirmierung in Tōkyō Jūki Seizō K.K. (東京重機工業株式会社, „Schwermaschinenbau Tokio“). Im April 1988 erfolgte die Umfirmierung in Jūki K.K. (ジューキ株式会社) und im Juli 2005 in JUKI K.K.
1945 begann JUKI mit der Herstellung von Haushaltsnähmaschinen. 1947 kamen dann die ersten Maschinen auf den Markt. 1953 wurden die ersten Industrienähmaschinen angeboten. 1976 kam dann die erste Overlockmaschine auf den Markt. Die Firma zählt zu den führenden Industrienähmaschinenherstellern der Welt und vertreibt in 170 Ländern ihre Maschinen.

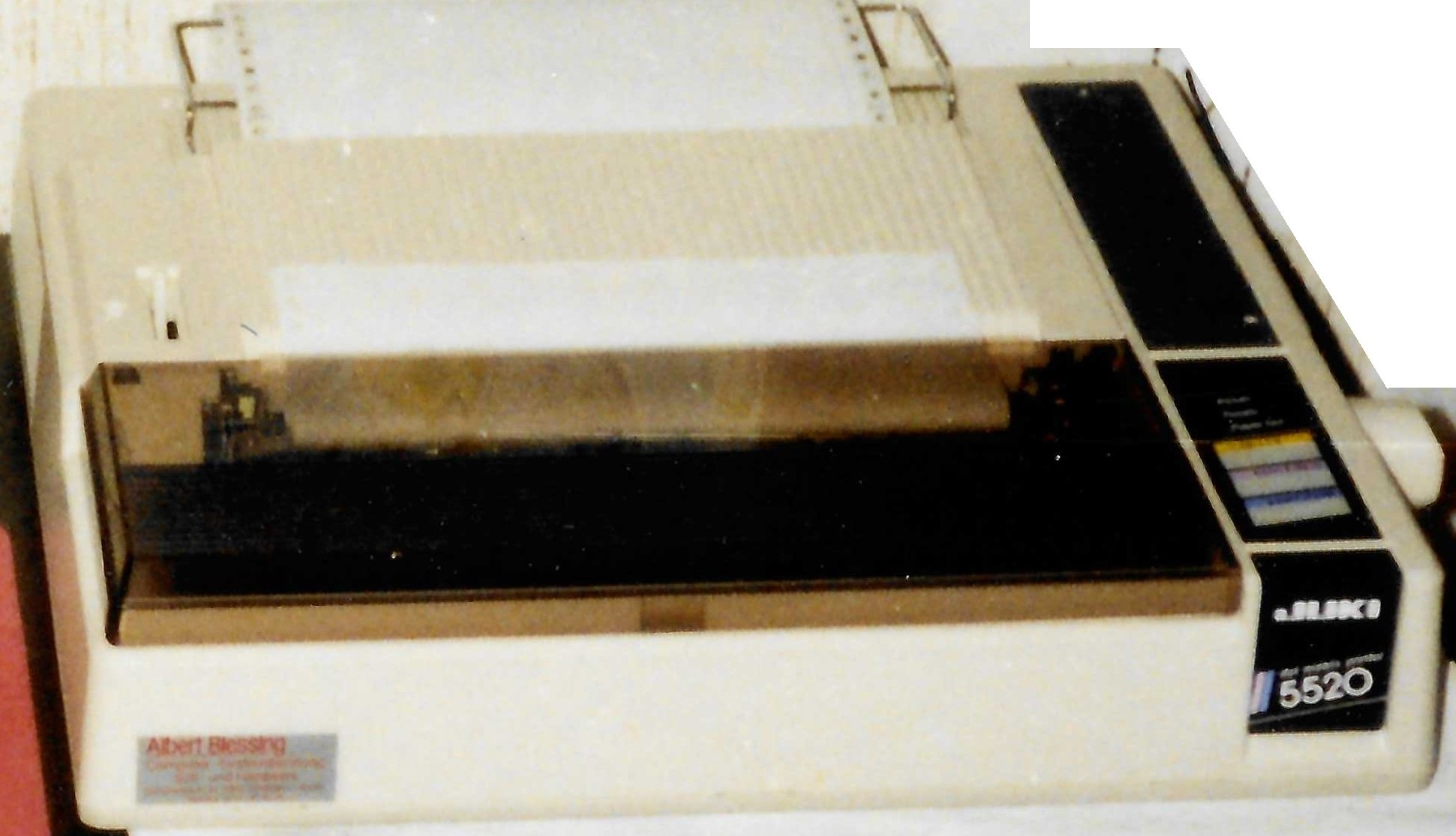
Drucker Juki 5520 9-Nadel Farbdrucker (1989)

Seit Oktober 1961 ist JUKI an der Börse Tokio notiert. Das Unternehmen produziert auch Industriemaschinen wie Chip-Montagevorrichtungen (Surface Mounted Technology) und Druckmaschinen und elektronische Geräte wie Drucker. Juki hat Tochtergesellschaften für die Produktion in China und Vietnam.
Im Oktober 2018 kündigte das Unternehmen ein Kooperationsprojekt mit Hitachi an, bei dem IoT-basierte digitale Innovationen zur Optimierung von Fertigungsprozessen zum Einsatz kommen. Dabei wird die Produktion von Leiterplatten durch die Nachverfolgung der Bestandskontrolle und die Verbesserung der Kleinserienfertigung verbessert.

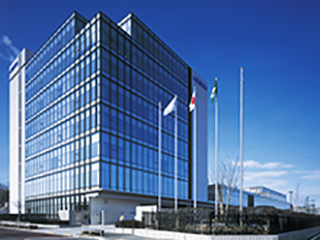
JUKI-Hauptquartier in Tama